# 希爾敦 (印地安納州)
希爾敦（英語：Hilltown）是位於美國印地安納州詹寧斯縣的一個非建制地區。該地的面積和人口皆未知。